# نیسکایونا، نیویورک
نیسکایونا، نیویورک (انگلیسی: Niskayuna, New York) یک شهرک در شهرستان شهرستان اسکنکتدی، نیویورک، ایالات متحده آمریکا است.